# Anaglyptus meridionalis
Anaglyptus meridionalis är en skalbaggsart som beskrevs av Masaki Matsushita 1933. Anaglyptus meridionalis ingår i släktet Anaglyptus och familjen långhorningar.
Artens utbredningsområde är Taiwan. Inga underarter finns listade i Catalogue of Life.